# الانتخابات الرئاسية الفنزويلية 2013
الانتخابات الرئاسية الفنزويلية هي الانتخابات الرئاسية المباشرة التي عقدت في 14 أبريل 2013 بعد وفات الرئيس هوغو تشافيز في 5 مارس 2013. منح الناخبون أصواتهم للمرشح نيكولاس مادورو الذي تولى دور الرئيس بالوكالة منذ وفاة هوغو تشافيز.